# Mohamed Ghannouchi
Mohamed Ghannouchi (al-Ghannūshī) (in arabo محمد الغنوشي‎?; Susa, 18 agosto 1941) è un politico tunisino.

## Biografia
Esponente del Raggruppamento Costituzionale Democratico, partito da cui si è dimesso nel gennaio 2011, ha occupato dal 1989 al 1992 la carica di Ministro delle Finanze e dal 1992 al 1999 è stato Ministro della Cooperazione Internazionale e gli Investimenti Esteri.
Dal 1999 al 2011 ha ricoperto la funzione di Capo del Governo. In particolare, tra il 1992 e il 1999 ha ricoperto la carica di Ministro degli Affari Esteri e della Cooperazione Internazionale, e tra il 1999 e il 2011 ha raggiunto la carica di Primo Ministro tunisino fino alla caduta di Zine El Abidine Ben Ali il 14 gennaio. In quella data assunse la prima magistratura della nazione per alcune ore.
Il 14 gennaio 2011, a seguito delle sommosse popolari che hanno portato alla fuga all'estero del Presidente della Repubblica Zine El-Abidine Ben Ali, con un intervento alla televisione di Stato, ha assunto la guida del paese, affiancandosi un direttorio con sei componenti. 
Ha assunto la presidenza della repubblica su base temporanea dopo l'abbandono dell'ex presidente, Zine El Abidine Ben Ali, il 14 gennaio 2011, nel contesto delle rivolte popolari nel paese dal dicembre 2010.1 È membro del parlamento tunisino dall'associazione costituzionale democratica. Gli successe Fouad Mebazaa un giorno dopo la sua deposizione. La scelta di Ghannushi come uomo incaricato del gestire la pacificazione e la democratizzazione della Tunisia non era stata priva di polemiche. Nonostante il suo scarso coinvolgimento negli scandali di corruzione in cui Ben Ali era implicato, non godeva di grande popolarità tra i tunisini, che lo chiamavano "Mr. Oui Oui" per la sua sudditanza all'ex raʾīs. 
Dopo 18 ore il Consiglio costituzionale ha assegnato la presidenza provvisoria della Repubblica al Presidente della Camera Fouad Mebazaâ, secondo le previsioni costituzionali.
Successivamente riprende la carica di Primo Ministro e forma un governo di unità nazionale, che comprende membri di partiti di opposizione, rappresentanti della società civile e persino un blogger, Slim Amamou.
Il 18 gennaio Mebazaa e il Primo Ministro Ghannouchi hanno rinunciato alla loro militanza nel partito del gruppo costituzionale democratico, per calmare le critiche all'opposizione al vecchio regime e cercare di salvare il governo di nuova unità di unità nazionale; esso però si disintegra per la minaccia delle dimissioni di ministri avversari, che rifiutano la presenza nel governo di collaboratori del rovesciato Ben Ali e la permanenza dell'ex partito unico al potere. 
Si è infatti dimesso il 27 febbraio 2011, a seguito di violente manifestazioni che hanno provocato la morte di 5 persone. Viene sostituito da Beji Caid Essebsi.